# Saint-Hilaire (Isère)
Saint-Hilaire ist eine Ortschaft und eine Commune déléguée in der französischen Gemeinde Plateau-des-Petites-Roches mit 1.291 Einwohnern (Stand: 1. Januar 2022) im Département Isère in der Region Auvergne-Rhône-Alpes. Die Einwohner werden Saint-Hilairois genannt.
Die ehemalige Gemeinde Saint-Hilaire wurde am 1. Januar 2019 mit Saint-Bernard und Saint-Pancrasse zur Commune nouvelle Plateau-des-Petites-Roches zusammengeschlossen. Sie gehörte zum Arrondissement Grenoble und zum Kanton Le Moyen Grésivaudan.

## Geografie
Saint-Hilaire liegt im Zentrum des Grésivaudan auf einem Hochplateau zwischen Chartreuse-Gebirge und Isère-Tal. Der Gipfel des Dent de Crolles unmittelbar westlich vonSaint-Hilaire erreicht 2062 m über dem Meer. Umgeben wurde die Gemeinde Saint-Hilaire von den Nachbargemeinden Saint-Bernard im Norden, La Terrasse im Nordosten, Lumbin im Osten, Crolles im Südosten und Süden, Saint-Pancrasse im Süden und Südwesten sowie Saint-Pierre-de-Chartreuse im Westen.

## Bevölkerungsentwicklung
| Jahr                       | 1962 | 1968 | 1975 | 1982 | 1990 | 1999 | 2006 | 2017 |
| -------------------------- | ---- | ---- | ---- | ---- | ---- | ---- | ---- | ---- |
| Einwohner                  | 1307 | 987  | 1131 | 1298 | 1423 | 1248 | 1691 | 1326 |
| Quellen: Cassini und INSEE |      |      |      |      |      |      |      |      |

## Sehenswürdigkeiten

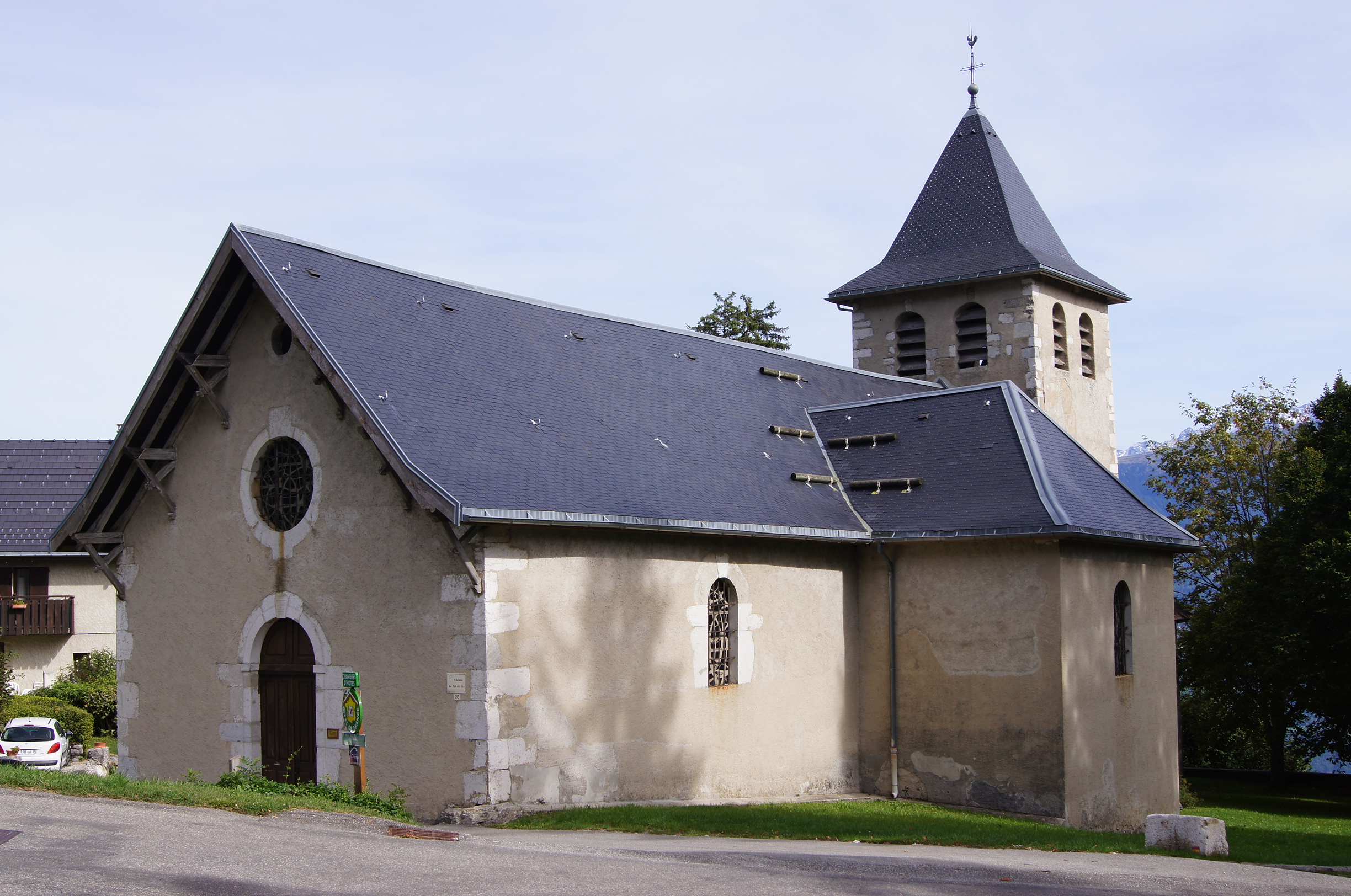
Kirche Saint-Hilaire
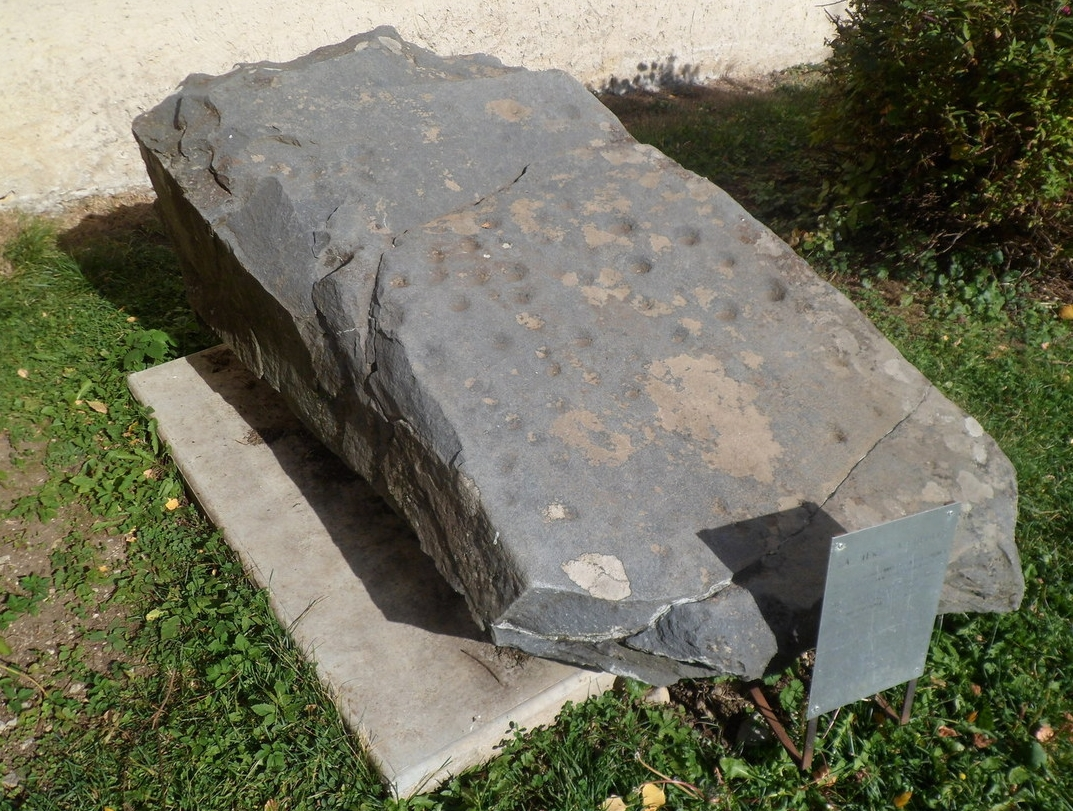
Schalenstein

- Ruinen des Bischofsschlosses
- Schalenstein von Saint-Hilaire du Touvet aus der Jungsteinzeit, 1987 gefunden
- Wasserfall Oule
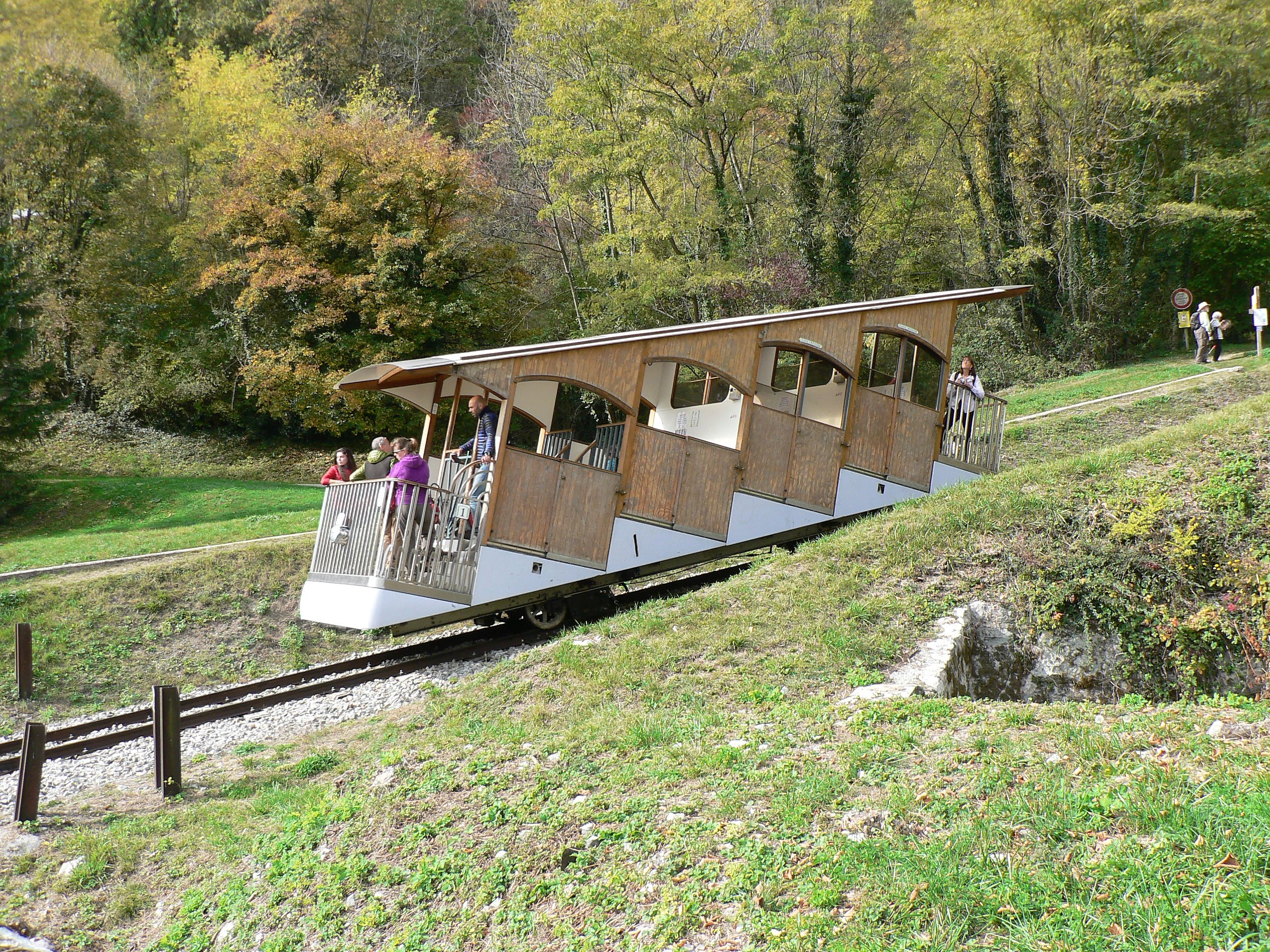
Standseilbahn
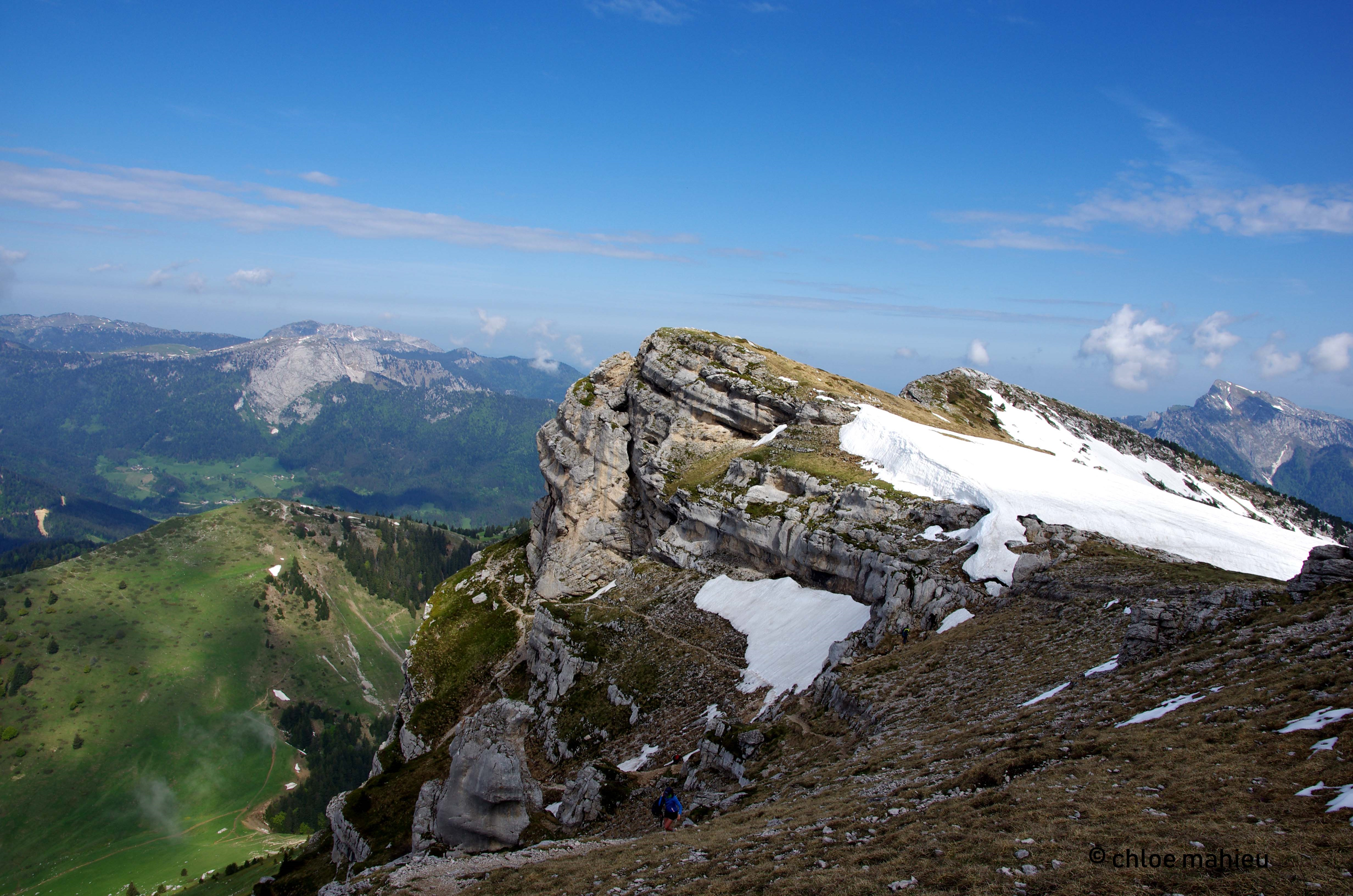
Gipfel des Dent de Crolles
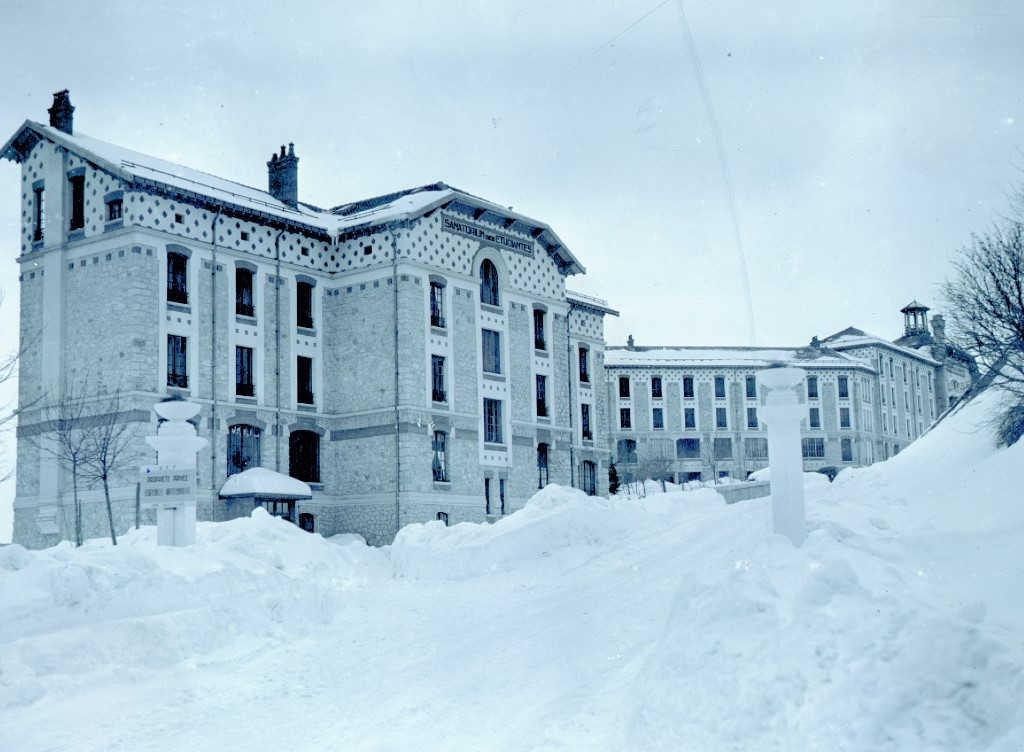
Studenten-Sanatorium

- Kirche Saint-Hilaire
- Schalenstein
- Standseilbahn
- Gipfel des Dent de Crolles
- Studenten-Sanatorium